# Бабаханян, Аракел Григорьевич

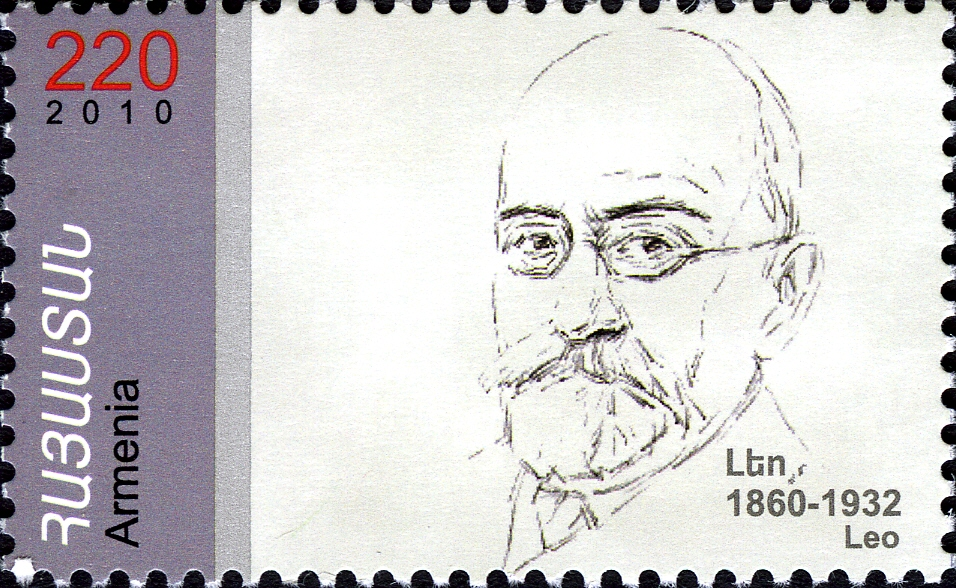
150 лет со дня рождения Аракела Бабаханяна. Марка Армении, 2010.

Аракел Григорьевич Бабаханян (арм. Առաքել Գրիգորի Բաբախանյան; 26 апреля [8 мая] 1860, Шуша, Бакинская губерния — 14 ноября 1932, Эривань, Армянская ССР, СССР), более известный как Лео (Լեո), — армянский историк, писатель, публицист, профессор Ереванского университета.

## Биография
Окончил школу, занимался самообразованием. Работал нотариальным писарем, телеграфистом, управляющим армянской типографией «Арор», братьев Казарянов в Шуше и в Баку. В 1895—1906 годах — сотрудник, секретарь газеты «Мшак». В 1906—1907 годах преподавал в семинарии Геворгян (Эчмиадзин). С 1924 года до конца жизни преподавал в Ереванском университете.

## Научная деятельность
К началу XX века опубликовал много исследований по основным проблемам истории Армении и её культуры. Ему принадлежат монографии на армянском языке, посвящённые истории армянского книгопечатания, жизни и деятельности главы армянской церкви в России Иосифа Аргутинского, общественных деятелей, публицистов и критиков XIX века Степаноса Назаряна и Григора Арцруни.
В последние годы жизни работал над многотомной историей Армении.